# الدوري التونسي لكرة اليد للسيدات 2020–21
الدوري التونسي لكرة اليد للسيدات 2020-2021 هو الدورة 59 من الدوري التونسي لكرة اليد للسيدات. شارك فيها 10 فريقا.
فاز بهذا الموسم النادي الإفريقي.

## روابط خارجية
- الموقع الرسمي للجامعة التونسية لكرة اليد.